# Семёнов, Сергей Семёнович
Сергей Семёнович Семёнов (1831—1906) — русский военный деятель, учёный-артиллерист, генерал от артиллерии (1906).

## Биография
Окончил Санкт-Петербургский университет. В службу вступил в 1852 году. В 1853 году  произведён в прапорщики. В 1854 году произведён в подпоручики и переименован в прапорщики гвардии. С 1855 года после окончания Михайловской артиллерийской академии по 1-му разряду был назначен помощником учёного секретаря артиллерийского отделения Военно-учебного комитета.
В 1856 году  произведён в подпоручики гвардии. В 1859 году произведён в поручики гвардии с назначением старшим помощником учёного секретаря Артиллерийского комитета. С 1863 года назначен учёным секретарём того же комитета. В 1864 году произведён в штабс-капитаны и капитаны гвардии.
В 1867 году произведён в полковники гвардии с назначением делопроизводителем Технического комитета Главного артиллерийского управления. 
С 1868 года назначен постоянным членом Артиллерийского комитета Главного артиллерийского управления. В 1878 году произведён в генерал-майоры. В 1888 году произведён в генерал-лейтенанты. В 1906 году произведён в генералы от артиллерии.
Жена - Елизавета Васильевна Гоббе, дочь учителя Училища Правоведения Василия Мартыновича Гоббе. Дети: Владимир и Мария.

## Награды
Награды
- Орден Святого Станислава 3-й степени (1863)
- Орден Святого Станислава 2-й степени  (1866)
- Орден Святого Владимира 4-й степени  (1867)
- Орден Святой Анны 2-й степени с Императорской короной (1868)
- Орден Святого Владимира 3-й степени (1871)
- Орден Святого Станислава 1-й степени  (1878)
- Орден Святой Анны 1-й степени (1881)
- Орден Святого Владимира 2-й степени  (1883)
- Орден Белого орла  (1891)
- Орден Святого Александра Невского  (1901)